# ロバート・ギャロ
ロバート・ギャロ（Robert Charles Gallo, 1937年3月23日 - ）は、アメリカ合衆国のウイルス学者である。ヒト免疫不全ウイルス（HIV）が、後天性免疫不全症候群を引き起こす要因であることを発見し、血液検査によるHIV検査方法を開発したことで知られている。

## 来歴
メリーランド大学教授、アメリカ国立がん研究所所属。コネチカット州ウォーターバリー出身。
1963年、トーマス・ジェファーソン大学で医学博士号取得した。1976年、インターロイキン-2というT細胞増殖因子を発見した。1980年には、セザリー症候群に罹患したカリブ海の黒人から、のちにヒトTリンパ好性ウイルス（HTLV-2）と命名されるレトロウイルスを分離した。1986年、 ヒトヘルペスウイルス6（HHV-6）を発見した。
1984年以降、HIVの発見をめぐり、パスツール研究所のリュック・モンタニエと激しく争ったことが知られている。後に両者が共に発見者であるとして政治決着したが、ノーベル生理学・医学賞の受賞はならなかった（2008年にモンタニエが受賞）。

## 主な受賞歴
- 1982年 アルバート・ラスカー基礎医学研究賞
- 1983年 レオポルド・グリフエル賞
- 1985年 ディクソン賞医学部門
- 1986年 ラスカー・ドゥベーキー臨床医学研究賞
- 1987年 ガードナー国際賞
- 1988年 日本国際賞[3]
- 1990年 カール・ラントシュタイナー記念賞
- 1997年 ウォーレン・アルパート財団賞
- 1999年 パウル・エールリヒ&ルートヴィヒ・ダルムシュテッター賞
- 2000年 アストゥリアス皇太子賞 学術・技術研究部門
- 2009年 ダン・デイヴィッド賞

## 自伝
- 『ウイルスハンティング―エイズウイルスとの邂逅』 山口一成 訳、羊土社 1993年 ISBN 978-4-89706600-4